# Варення

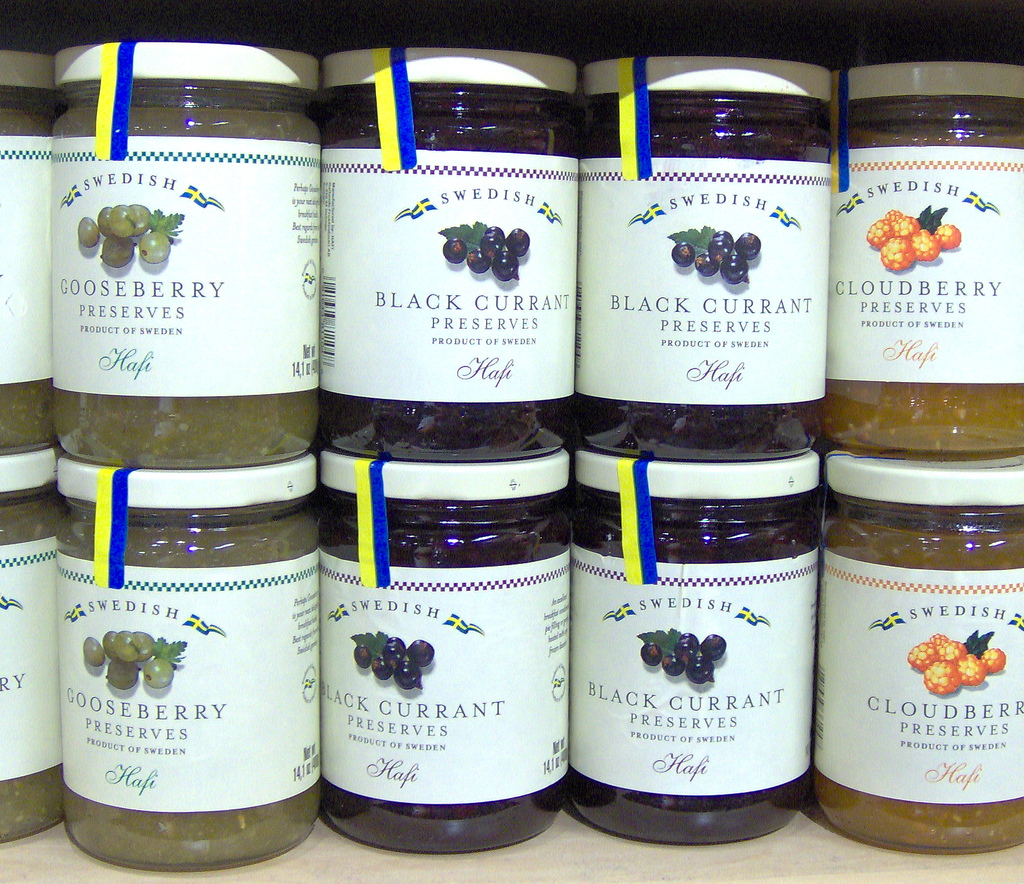
Банки з варенням

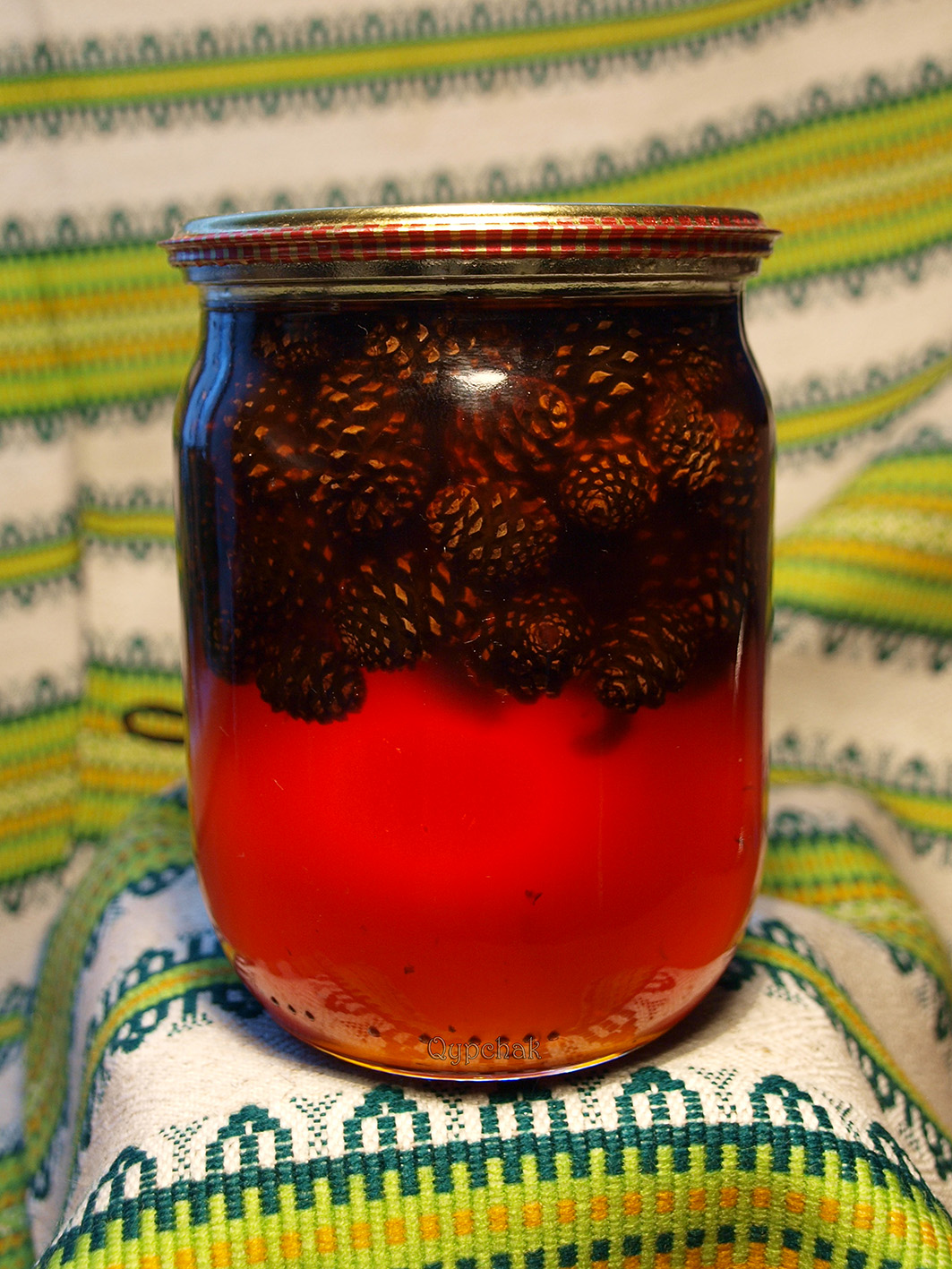
Варення із соснових шишок, зварене ченцями Святогірської лаври (2013)

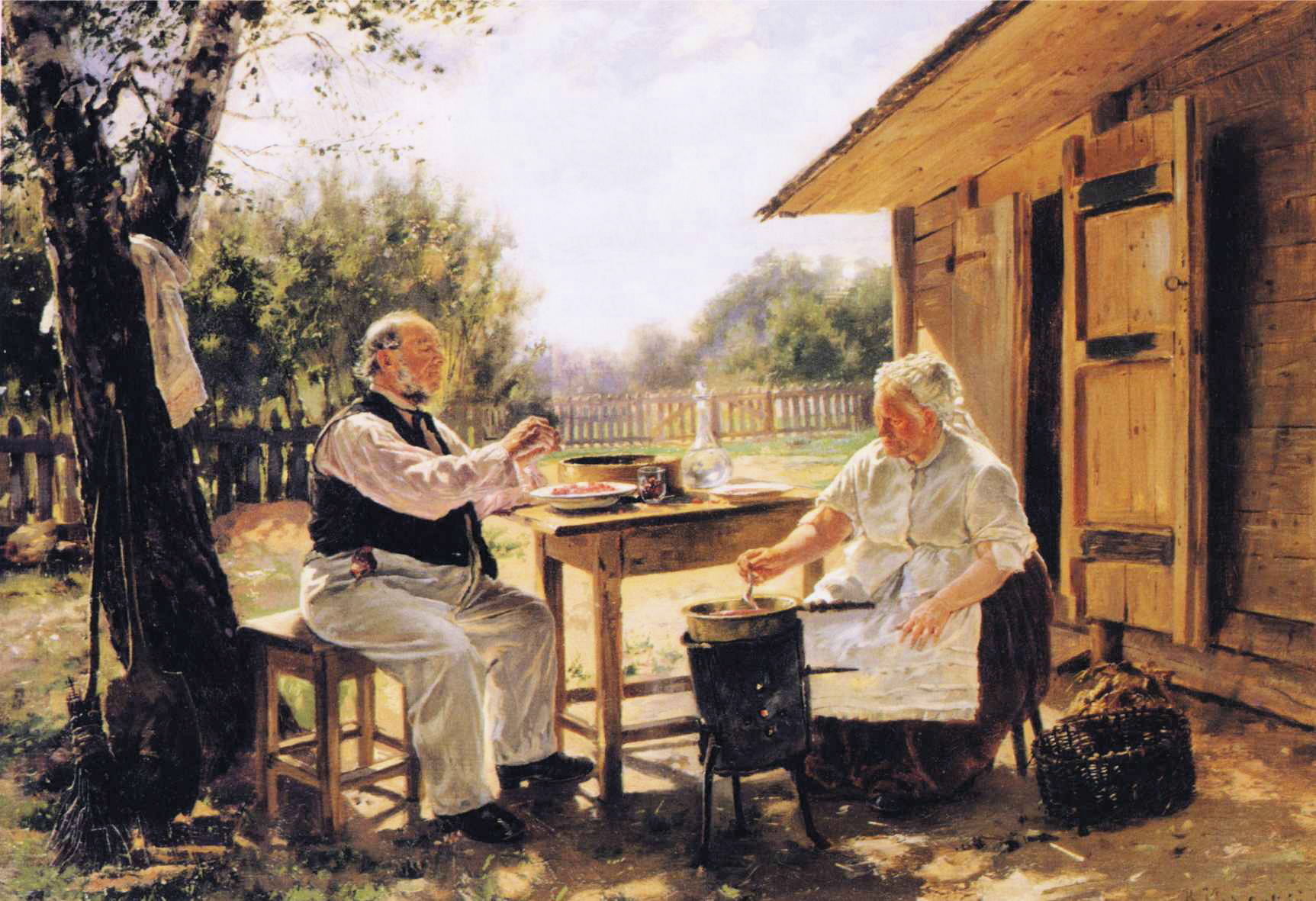
Володимир Маковський, Варять варення

Варе́ння — харчовий продукт із цілих або рівномірно нарізаних плодів і ягід, форма яких повинна зберегтись при варінні в цукровому сиропі.

## Приготування
Варення готують із різних плодів і ягід за умови, що вони свіжі і неперестиглі.
Зазвичай варити варення починають з приготування сиропу. У неглибоку посудину (миску) насипають відміряну кількість цукру, наливають воду в необхідній кількості і кип'ятять до повного розчинення цукру. У гарячий сироп кладуть підготовлені фрукти і варять певний проміжок часу.
Залежно від рецепту, варення може варитися досить швидко — всього за п'ять хвилин або тричі по п'ять хвилин, з перервами для охолодження або більш тривалим способом.

При варінні варення потрібно знімати піну і злегка струшувати посудину. Дуже важливо виявити момент готовності варення, так як від цього залежать його якість і тривалість зберігання.

Готовність варення виявляють за такими ознаками: пінка збирається в центрі миски; плоди не спливають на поверхню, а рівномірно розташовуються в сиропі; крапля сиропу, налита на блюдце, після охолодження не розпливається, а зберігає свою форму.
З готового варення потрібно знімати пінку і гарячим розливати в ошпарені гарячі банки, які після цього закривають і перевертають догори дном для охолодження.

Щоб зберегти варення триваліший час, застосовують пастеризацію. Варення гарячим розфасовують в банки, накривають кришками, ставлять в посудину з водою і пастеризують при температурі 90°C: банки місткістю 0,5 л — 10 і 1,0 л — 15 хвилин. Після цього їх закривають і охолоджують.